# 金銭感覚お試しバラエティ カカクの王様
『金銭感覚お試しバラエティ カカクの王様』（きんせんかんかくおためしバラエティ カカクのおうさま）は、2012年4月16日から7月23日までTBS系列で放送されていた番組である。通称『カカクの王様』。

## 概要
価格にまつわるクイズ・ゲーム企画を通して、出演者の金銭感覚を試していく番組。
前番組までは1時間番組だったが、当番組からは30分番組になった。
しかし、7月23日を以って終了した。後番組は『なんだ君は!?TV』がレギュラー化。

## 出演者

### MC
- ブラックマヨネーズ
- 古賀慶太 - 声の出演
- 山内あゆ（TBSアナウンサー） - 同上

## コーナー

### カカクラインファイブ
- ブラックマヨネーズ及び3人のゲストが挑戦。
- 1人ずつ出された料理を食べて、その料理の販売価格がコーナー開始時に提示された設定金額（カカクライン）よりも高いか安いかを推理する。
- 1人1問ずつ、1問目小杉→2～4問目ゲスト→5問目吉田の順番で挑戦。5人連続正解で、賞金10万円獲得。ただし1人でも間違えたら、その時点で終了。

## ネット局・放送時間
| 放送対象地域   | 放送局                | 系列    | 放送日時                     | 遅れ       |
| -------------- | --------------------- | ------- | ---------------------------- | ---------- |
| 関東広域圏     | TBSテレビ（TBS）      | TBS系列 | 月曜 23:50 - 翌0:20          | 制作局     |
| 北海道         | 北海道放送（HBC）     | TBS系列 | 月曜 23:50 - 翌0:20          | 同時ネット |
| 山形県         | テレビユー山形（TUY） | TBS系列 | 月曜 23:50 - 翌0:20          | 同時ネット |
| 福島県         | テレビユー福島（TUF） | TBS系列 | 月曜 23:50 - 翌0:20          | 同時ネット |
| 新潟県         | 新潟放送（BSN）       | TBS系列 | 月曜 23:50 - 翌0:20          | 同時ネット |
| 静岡県         | 静岡放送（SBS）       | TBS系列 | 月曜 23:50 - 翌0:20          | 同時ネット |
| 石川県         | 北陸放送（MRO）       | TBS系列 | 月曜 23:50 - 翌0:20          | 同時ネット |
| 岡山県・香川県 | 山陽放送（RSK）       | TBS系列 | 月曜 23:50 - 翌0:20          | 同時ネット |
| 長崎県         | 長崎放送（NBC）       | TBS系列 | 月曜 23:50 - 翌0:20          | 同時ネット |
| 青森県         | 青森テレビ（ATV）     | TBS系列 | 水曜 0:25 - 0:55（火曜深夜） | 遅れネット |
| 宮城県         | 東北放送（TBC）       | TBS系列 | 火曜 0:05 - 0:35（月曜深夜） | 遅れネット |
| 福岡県         | RKB毎日放送（RKB）    | TBS系列 | 火曜 0:50 - 1:20（月曜深夜） | 遅れネット |
| 中京広域圏     | 中部日本放送（CBC）   | TBS系列 | 木曜 0:20 - 0:55（水曜深夜） | 遅れネット |
| 岩手県         | IBC岩手放送（IBC）    | TBS系列 | 金曜 0:40 - 1:10（木曜深夜） | 遅れネット |

### 過去のネット局
| 放送対象地域 | 放送局          | 系列    | 放送終了日   | 放送日時            | 遅れ       |
| ------------ | --------------- | ------- | ------------ | ------------------- | ---------- |
| 熊本県       | 熊本放送（RKK） | TBS系列 | 2012年7月2日 | 月曜 23:50 - 翌0:20 | 同時ネット |

## エンディングテーマ
- 2012年4月 - 7月期：THE冠「ブラックサガス」

## スタッフ
- 構成：堀江利幸、平松政俊（途中まで）、酒井義文、藤原ちぼり
- 声の出演：古賀慶太、山内あゆ（TBSアナウンサー）
- TM：高松央
- TD：寺尾昭彦
- カメラ：端坂嘉寛
- VE：下山剛司
- 音声：鈴木一長
- 照明：清水朝彦
- ロケ技術：ProCam
- CG：大森清一郎
- 編集：小岩拓也
- MA：水落洋一郎、石井淳史
- 音効：石川良則、佐藤賢治、磯村美有紀
- 美術プロデューサー：山口智広
- 美術デザイン：木村真梨子
- 美術制作：芳賀基広
- 装置：相良比佐夫
- 電飾：斉藤貴之
- 化粧：吉田謙二（アートメイク・トキ）
- リサーチ：望月俊典、村上和弘
- TK：福田美由紀
- フードコーディネーター：都留沙矢香
- 編成：渡辺信也
- 宣伝：井田香帆里
- デスク：渡辺香織
- 制作協力：吉本興業
- AP：菊池絢子、中村恵、市川悟
- マネージメントプロデューサー：西川永哲（2012年5月7日 -）
- ディレクター：原武範、冨田雅也、井筒栄志、寺田淳史
- 演出：有川崇
- プロデューサー：三島圭太、中村聡太（よしもとクリエイティブ・エージェンシー）
- 製作著作：TBS